# María Ascensión Fresnedo
María Ascensión Fürst-Fresnedo Zaldívar, más conocida como María Ascensión Fresnedo (Santander, España, 17 de febrero de 1909 - 9 de septiembre de 2007), fue una escritora española.

## Biografía
En los años cuarenta desarrolló una intensa actividad cultural, continuó, después de un paréntesis, su creación literaria hasta pocos años antes de su muerte.
La autora comenzó muy joven a escribir poemas y a ofrecer recitales poéticos en diversos ateneos, antes de la guerra del 36, discurriendo por numerosas ciudades españolas, hasta recalar en Suiza, donde vivió más de cuarenta años.
Pariente de Ignacio Zaldívar, su despertar poético se debió a razones familiares, aunque le gustaba bromear, diciendo que el motivo era que estaba marcada por la astrología al haber nacido el mismo día que el poeta sevillano, Gustavo Adolfo Bécquer, aunque 73 años después.
A lo largo de su vida publicó diversos artículos y relatos cortos en varios periódicos. Su obra figura en Historia y antología de la poesía femenina en Cantabria (1997) y la recopilación de poemas con motivo del Día de la Poesía Femenina en Santander (2004), que sirvió de homenaje a Ana María de Cagigal, ambas antologías impulsadas por el escritor José Ramón Saiz Viadero. Los tres últimos libros publicados de Fresnedo fueron: Entre la luna y el mar (1998), Por qué era yo bonita (2001) y Antología poética inédita (2004).
También escribió una novela titulada Dos sombras blancas (1944), otra inédita y una pieza de teatro, también inédita.

## Obras
Antologías compartidas:
- Historia y antología de la poesía femenina en Cantabria (1997)
- Día de la Poesía Femenina en Santander (2004)[1]

Propias:
- Dos sombras blancas (1944)
- Entre la luna y el mar (1998)[2]
- Por qué era yo bonita (2001)[3]
- Antología poética inédita (2005),[4]